# سكوت شارليز بيغلو
سكوت شارليز بيغلو (بالإنجليزية: Scott Charles Bigelow) والملقب ب بام بام بيغلو ، من مواليد 1 سبتمبر 1961م، حتى وفاته بتاريخ 19 يناير 2007م، وهو مصارع أمريكي محترف اسمه الحقيقي سكوت تشارليز بيغلو شارك في بطولات بطولة المصارعة العالمية ويلقب حينها بـ«بام بام بيغلو» (بالإنجليزية:Bam Bam Bigelow).

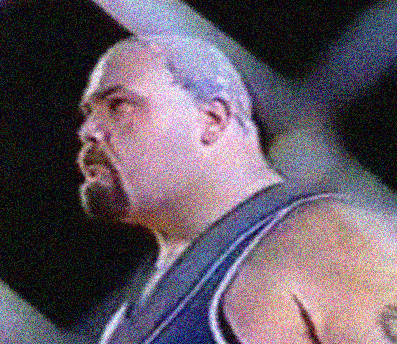
سكوت بيغلو

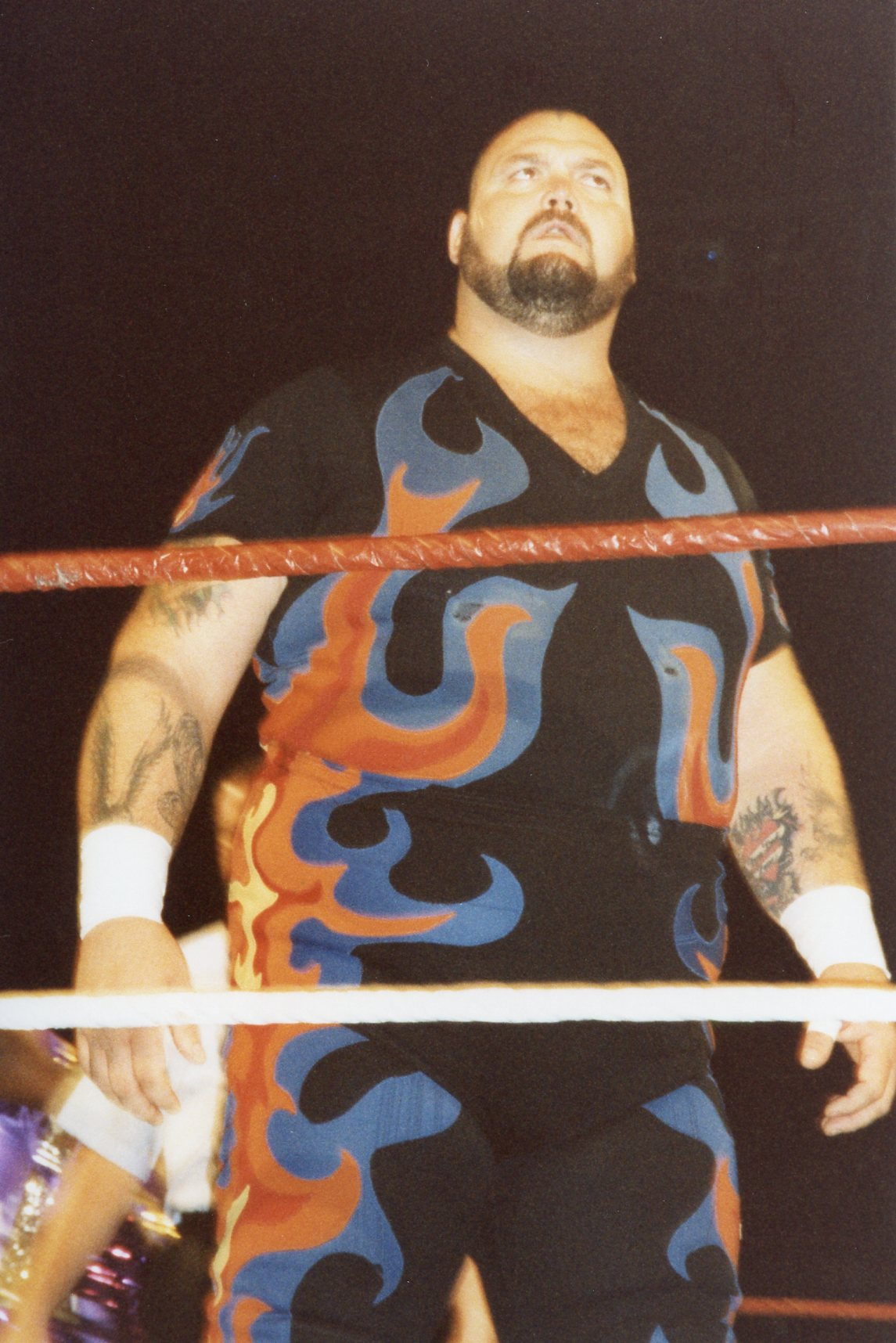
بيغلو في بطولة المصارعة العالمية بويمبلي بالعاصمة البريطانية لندن.

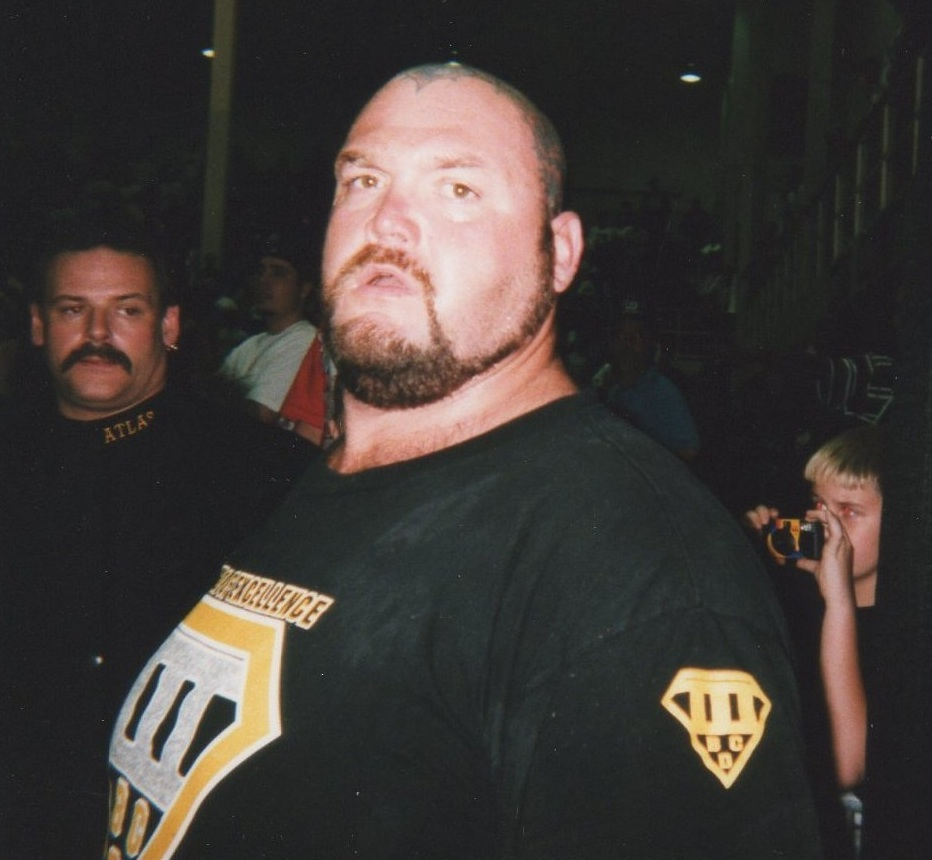
بام بام بيغلو.

## وصلات خارجية
- سكوت شارليز بيغلو على موقع شيردوغ (الإنجليزية)
- سكوت شارليز بيغلو على موقع دبليو دبليو إي (الإنجليزية)
- سكوت شارليز بيغلو على موقع WrestlingData.com (الإنجليزية)
- سكوت شارليز بيغلو على موقع CageMatch worker (الإنجليزية)
- سكوت شارليز بيغلو على موقع قاعدة بيانات المصارعة على الإنترنت (الإنجليزية)
- سكوت شارليز بيغلو على موقع عالم المصارعة على الإنترنت (الإنجليزية)
- سكوت شارليز بيغلو على موقع عالم المصارعة على الإنترنت (الإنجليزية)
- Article on Bigelow
- Online World of Wrestling profile
- Professional MMA Record
- سكوت شارليز بيغلو على موقع IMDb (الإنجليزية)
- سكوت شارليز بيغلو على موقع قاعدة بيانات الفيلم (الإنجليزية)
- "سكوت شارليز بيغلو". فايند أغريف. اطلع عليه بتاريخ 2010-08-10.